# Landvetter
Landvetter est une localité suédoise de la province de Västergötland, située dans la banlieue de Göteborg, dans la commune de Härryda, dans le comté de Västra Götaland. En 2010, la ville compte 7 152 habitants.
Elle a donné son nom à l'aéroport de Göteborg-Landvetter situé à 5 km à l'est.

## Galerie

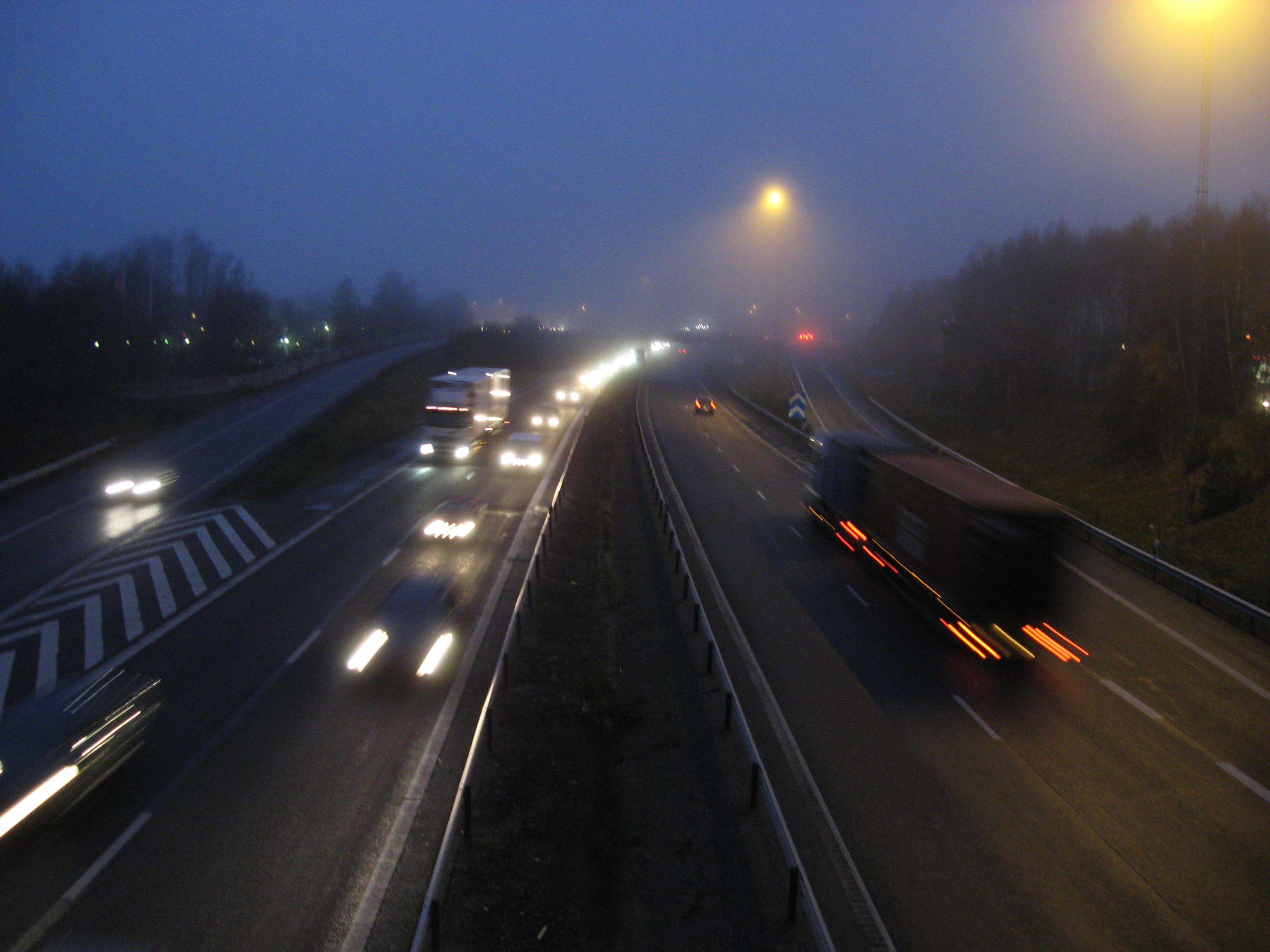
Route nationale 40 sur Landvetter
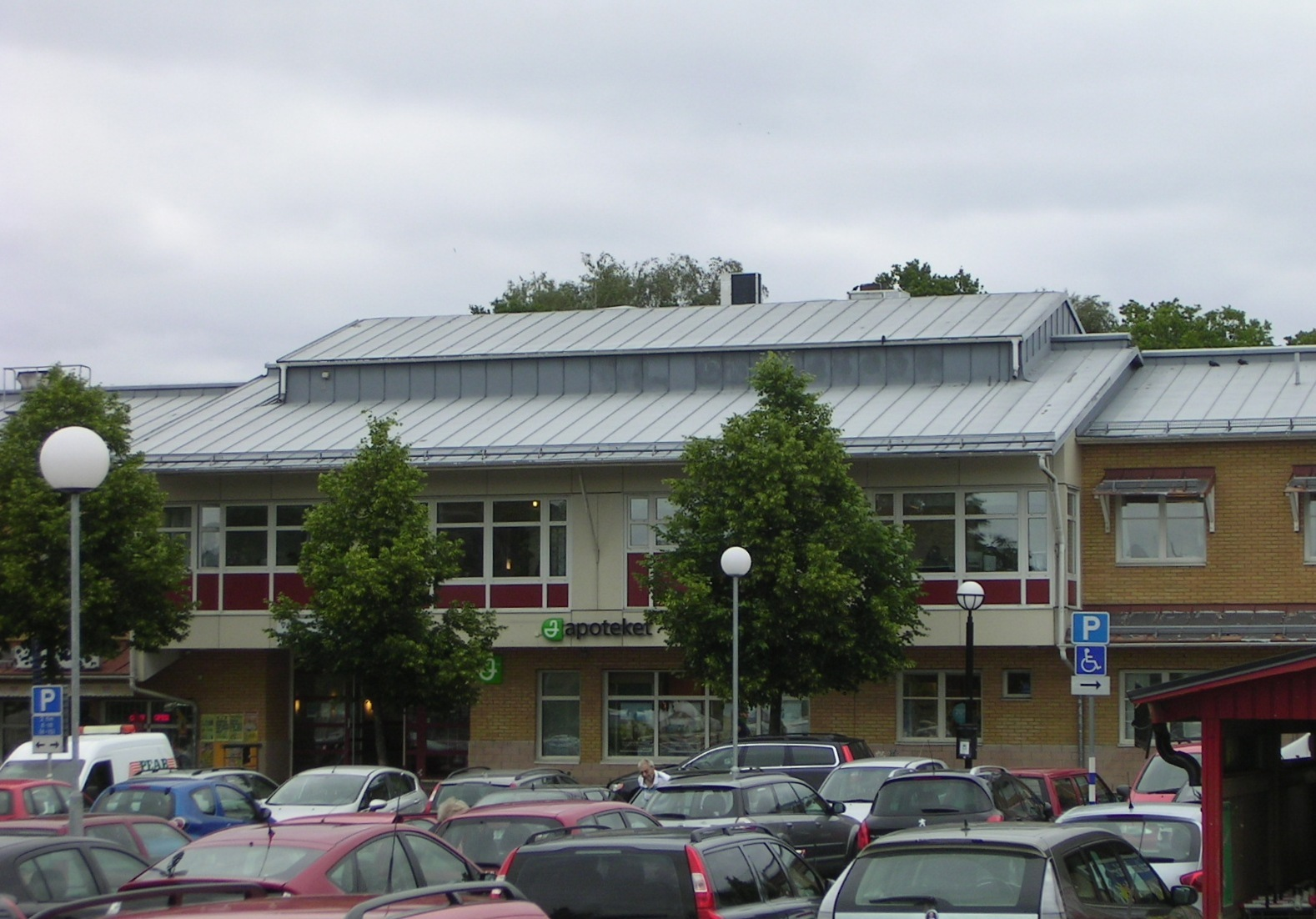
Le centre
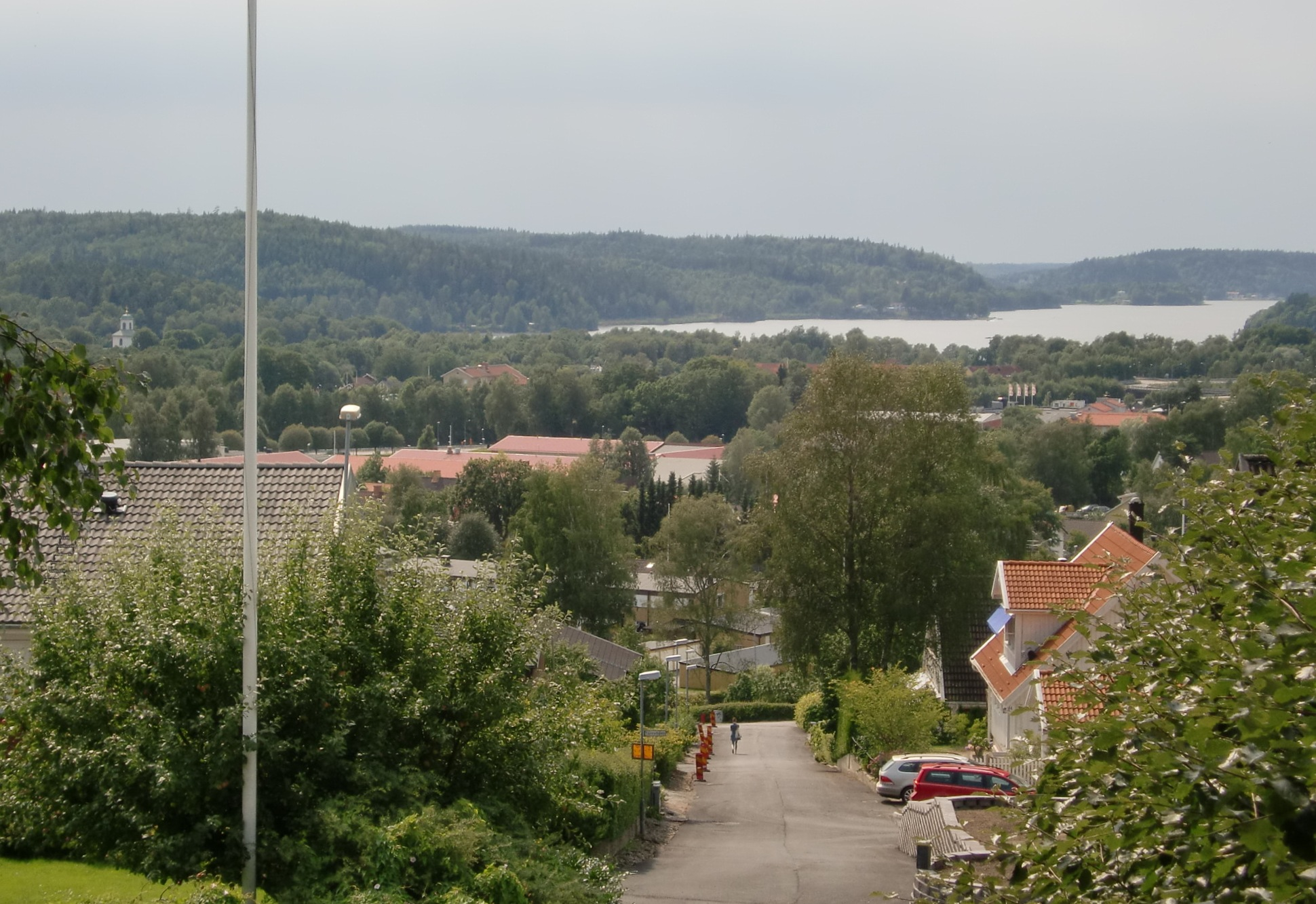
Vue de Landvetter